# Бродок (Черновицкая область)
Бродо́к (укр. Брідок) — село в Окнянской сельской общине Черновицкого района Черновицкой области Украины.
Телефонный код — 3737. Код КОАТУУ — 7321581501.
Население по переписи 2001 года составляло 475 человек, в основном украинцы. 
Расположено на правом берегу Днестра, в 47 км от областного центра, в 7 км от ближайшей железнодорожной станции Заставна.

## История
Бродок входил в состав Молдавского Княжества с момента основания исторической области Буковина. Первое документальное свидетельство датируется 1651 годом.
В январе 1775 г. в результате его нейтральной позиции во время военного конфликта между Турцией и Россией (1768—1774 гг.) империя Габсбургов (современная Австрия) получила часть территории Молдавии, территорию, известную как Буковина. После аннексии Буковины Габсбургской империей в 1775 году село входило в состав Буковинского герцогства, управляемого австрийцами, входил в состав района Заставна (по-немецки Zastawna).
После оккупации Буковины Румынией 28 ноября 1918 года село Бродок вошло в состав Королевство Румыния. В то время большинство населения составляли украинцы.
В результате пакта Молотова-Риббентропа (1939 г.) Северная Буковина была присоединена к СССР 28 июня 1940 г., вновь войдя в состав Румынии в 1941—1944 гг. Затем Северная Буковина была повторно оккупирована СССР в 1944 году и включена в состав Украинской ССР.
С 1991 года село Бродок входило в состав Заставновского района Черновицкой области независимой Украины. По переписи 1989 года количество жителей, назвавшихся румынами или молдаванами, составляло 5 человек (3+2), что составляло 0,85 % от населения. В 2020 году село в составе Окнянской сельской общины вошло в состав Черновицкого района